# 宗像衣子
宗像 衣子（むなかた きぬこ、1950年2月23日 - 2019年3月7日）は、日本のフランス文学者。

## 人物・来歴
1950年に京都市に生まれる。1973年京都大学文学部フランス文学専攻卒業、同大学院文学研究科博士課程単位取得退学, 新ソルボンヌ・パリ第3大学文学博士。神戸松蔭女子学院大学文学部総合文芸学科助教授、教授。
2019年3月7日、膵臓癌のため死去。

## 著書
- 『マラルメの詩学 抒情と抽象をめぐる近現代の芸術家たち』勁草書房, 1999.3
- 『ことばとイマージュの交歓 フランスと日本の詩情』人文書院, 2005.6
- 『響きあう東西文化 マラルメの光芒、フェノロサの反影』思文閣出版, 2015.10